# Емма Гарсія
Емма Гарсія (ісп. Emma García, 13 січня 1999) — іспанська синхронна плавчиня.
Призерка Чемпіонату Європи з водних видів спорту 2018, 2020 років.